# Liste von Persönlichkeiten der Stadt Reutlingen
Diese Liste enthält in Reutlingen geborene Persönlichkeiten sowie solche, die in Reutlingen ihren Wirkungskreis hatten, ohne dort geboren zu sein. Der dritte Abschnitt umfasst die Ehrenbürger der Stadt. Die ersten beiden Abschnitte sind jeweils chronologisch nach dem Geburtsjahr sortiert. Die Liste erhebt keinen Anspruch auf Vollständigkeit.

## In Reutlingen geborene Persönlichkeiten

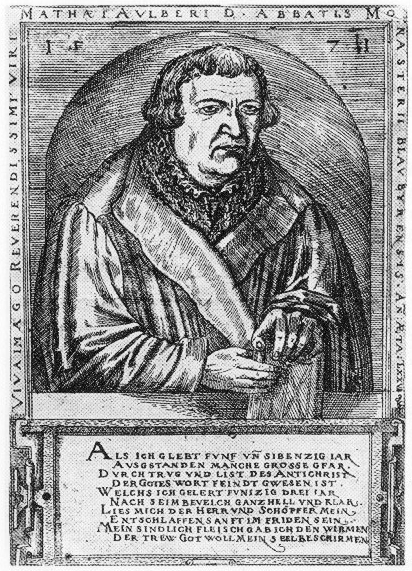
Matthäus Alber, Kupferstich 1571

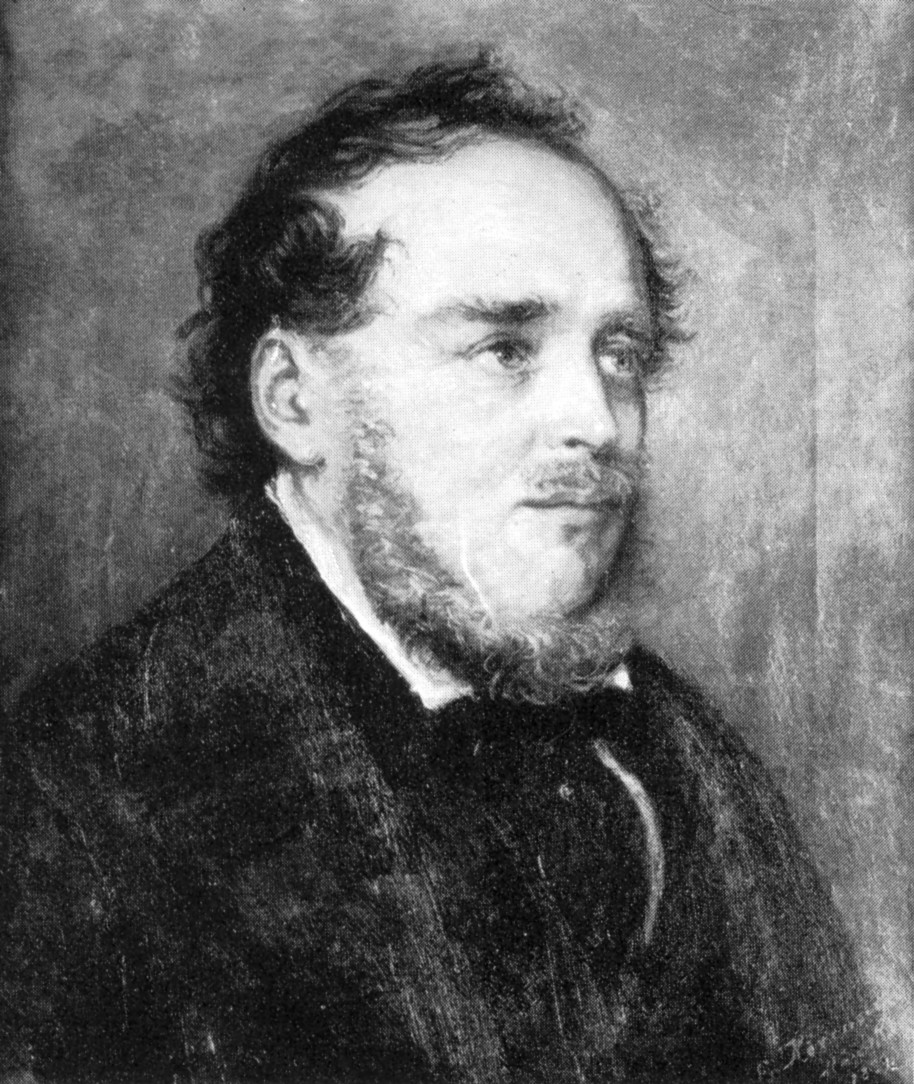
Friedrich List

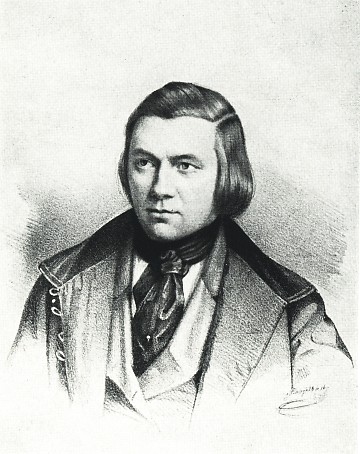
Hermann Kurz

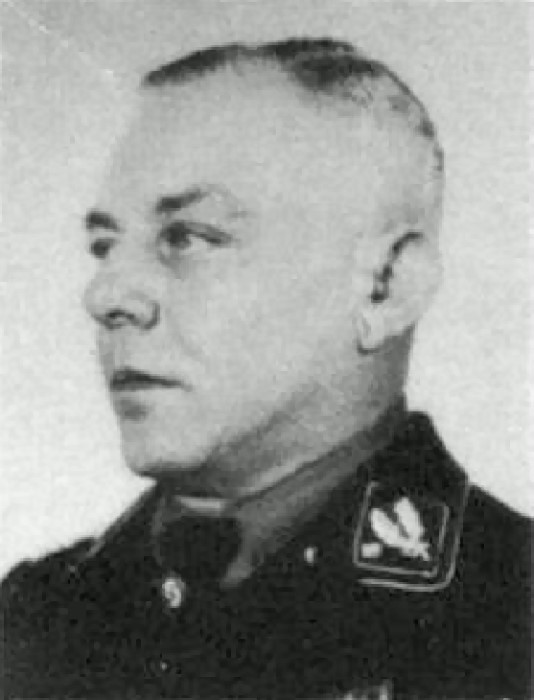
Karl Pflomm

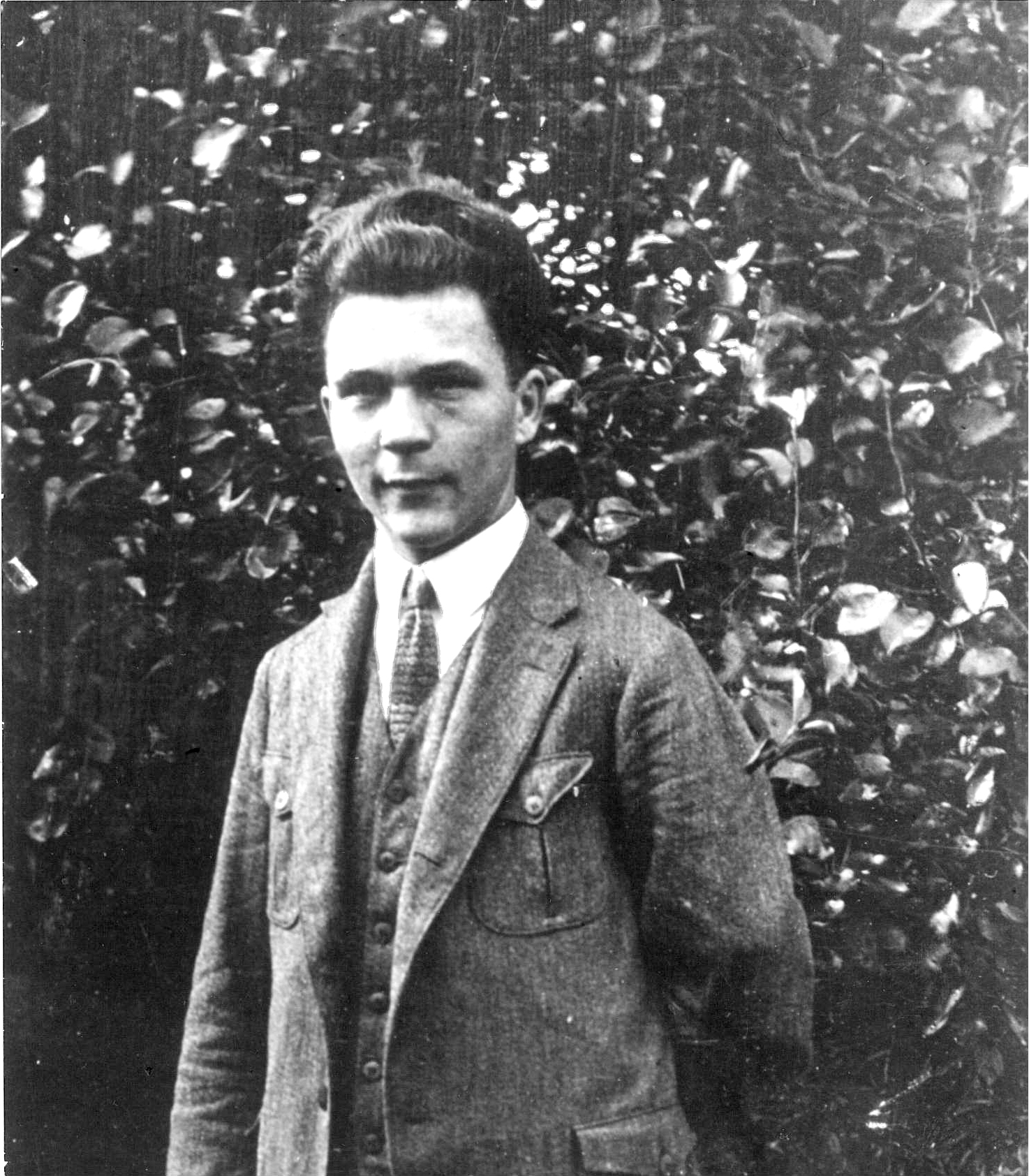
Friedrich Schlotterbeck

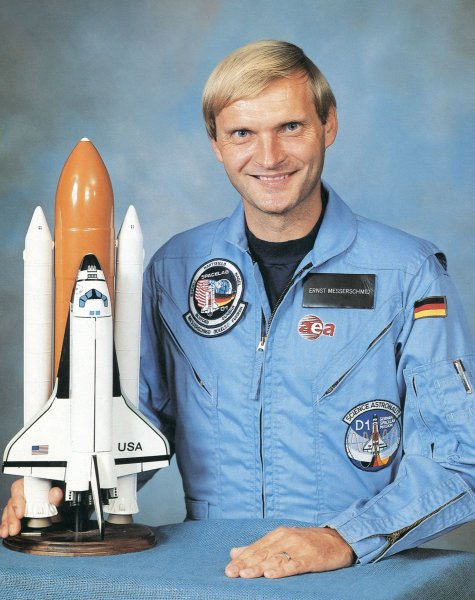
Ernst Messerschmid

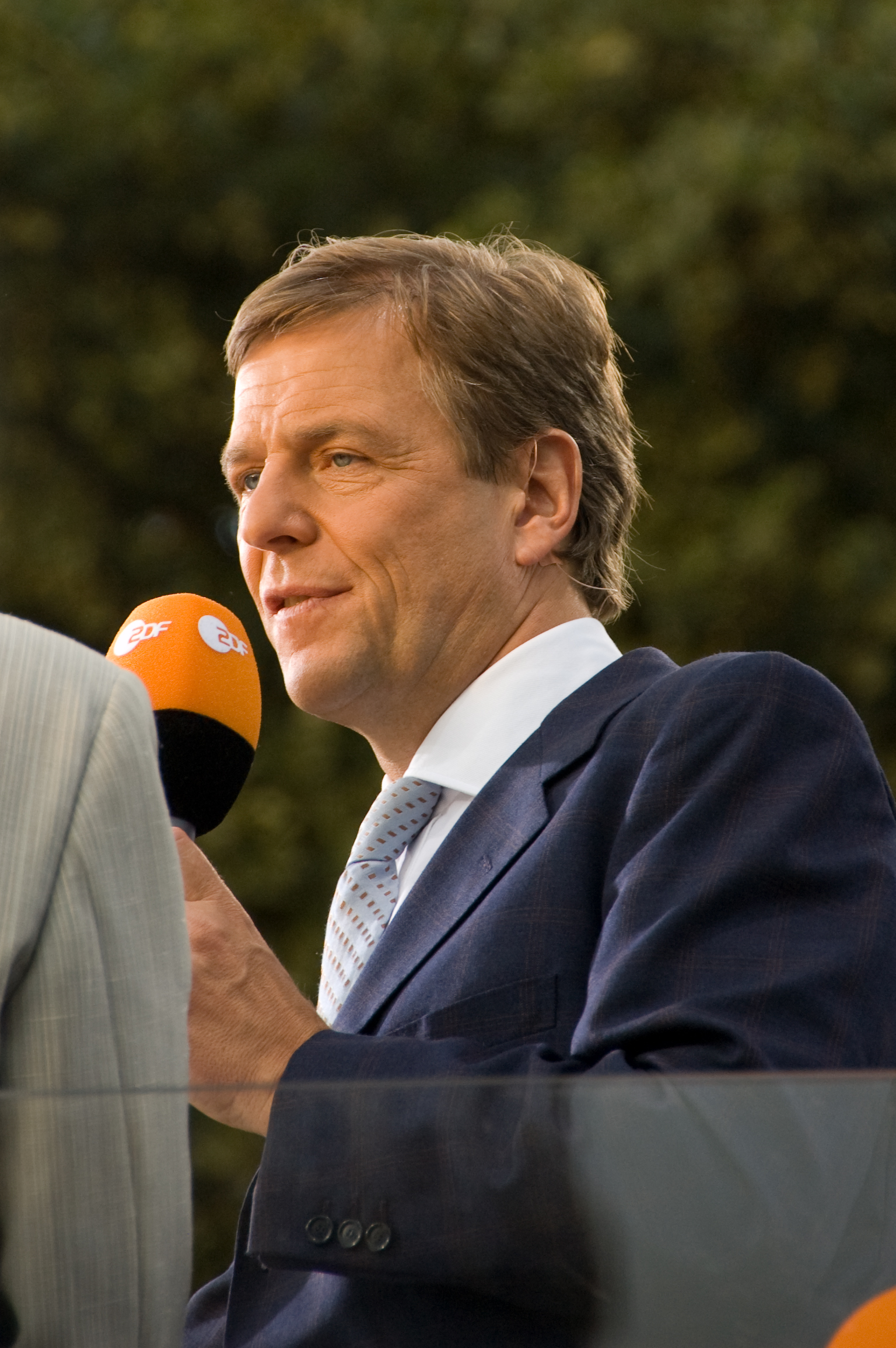
Claus Kleber

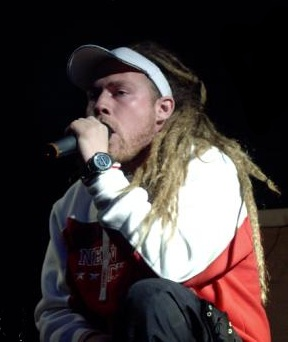
Mellow Mark

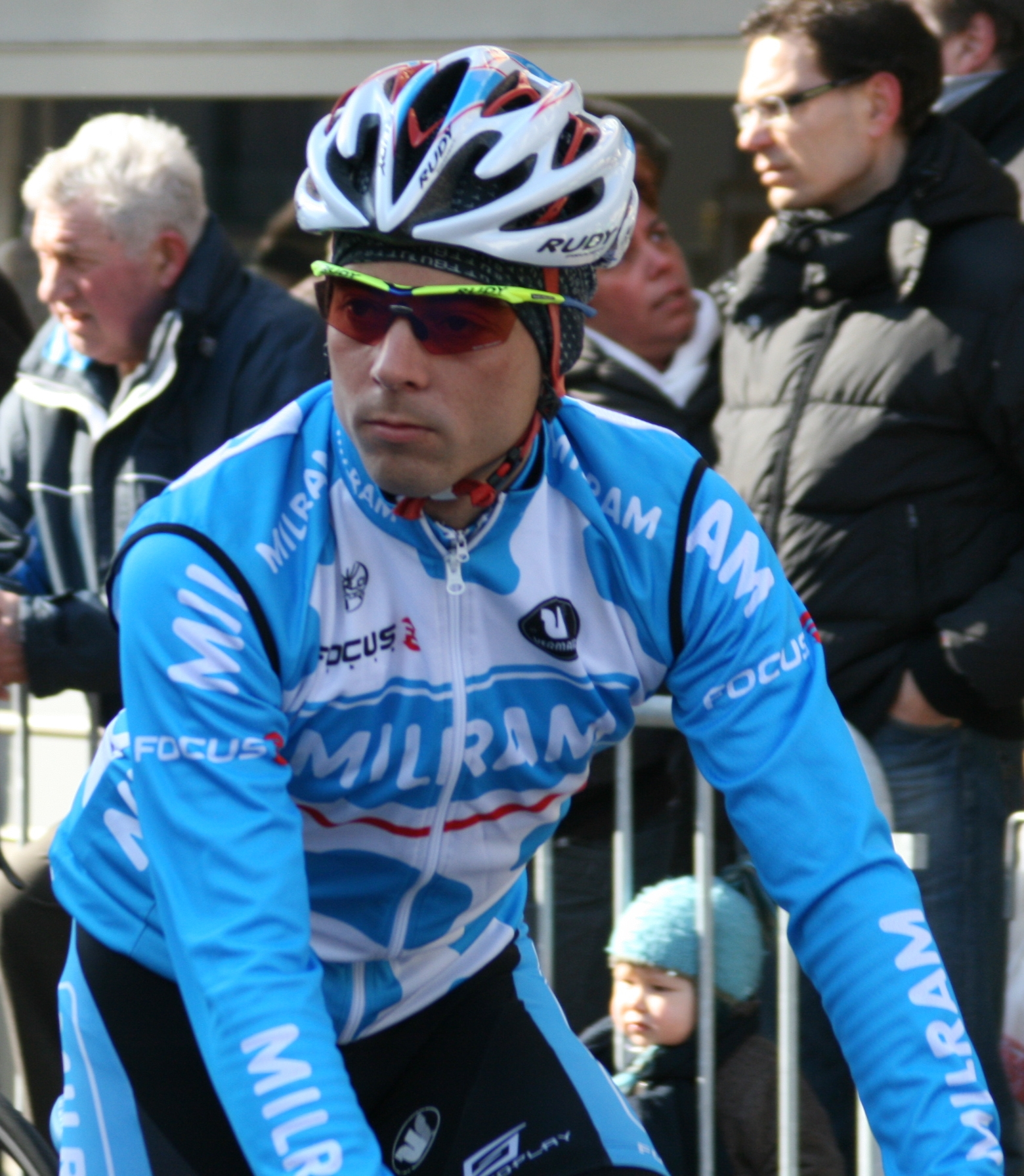
Matthias Russ

### Bis 1750
- Hugo Spechtshart von Reutlingen (1285–1359/60), Musiktheoretiker
- Johann Otmar (* in Reutlingen; † 1514 oder 1517 in Augsburg) Buchdrucker
- Erhart Öglin (um 1470–1520), Buch- und Notendrucker
- Jos Weiß (um 1480–1542), Bürgermeister der Stadt, Unterzeichner des Augsburger Glaubensbekenntnisses 1530 vor Kaiser Karl V.
- Sebastian Gryphius (1492–1556), deutsch-französischer Buchdrucker und Humanist
- Matthäus Alber (1495–1570), Reformator der Stadt
- Johannes Schradin (um 1500–1560/1561), Reformator
- Matthäus Beger (1588–1661), Bürgermeister der Stadt, Bibliotheksstifter „Bibliotheca begeriana“, Namensgeber für Grund- und Werkrealschule
- Johann Adam Kurrer (1641–1692), Professor der Rechte in Tübingen
- Johann Georg Gmelin (1652–1705), geboren in Sondelfingen, Mediziner
- Wilhelm Gottlieb Friedrich Beitler (1745–1811), Mathematiker und Astronom

### 1751 bis 1800
- Johann Jacob Fezer (Johann Jakob Fetzer) (1760–1844), Jurist, Publizist, Konsistorialrat und Bürgermeister
- Sixt Jakob Finckh (1761–1852), Kaufmann, Landtagsabgeordneter
- Friedrich List (1789–1846), Volkswirtschaftler und Politiker, Eisenbahnpionier
- Jacob Eberhard Gailer (1792–1850), Schriftsteller und Pädagoge
- Johann Georg Rupp (1797–1883), württembergischer Baurat und Denkmalschützer
- Septimus Gottlob Bantlin (1798–1870), Theologe und Politiker

### 1801 bis 1850
- Christoph Eberhard Finckh (1802–1869), klassischer Philologe und Gymnasiallehrer
- Noa Gottfried Elwert (1807–1873), Buchhändler und Verleger
- Hermann Kurz (1813–1873), Dichter und Schriftsteller
- Wilhelm Grathwohl (1815–1867), Oberbürgermeister von Reutlingen, Landtagsabgeordneter
- Albert von Kolb (1817–1876), Oberamtmann, Landtagsabgeordneter
- Gustav Heerbrandt (1819–1896), 1848er-Revolutionär, Unternehmer und Zeitungsherausgeber in New York City
- Ludwig Philipp Elwert (1826–1900), württembergischer Oberamtmann
- Gustav Kiferle (1830–1894), Architekt
- Julius von Benz (1831–1907), Oberbürgermeister von Reutlingen, und Ehrenbürger
- Gustav von Elben (1832–1912), Jurist, Landtagsabgeordneter 1875 bis 1882
- Friedrich Rösch (1832–1923), Pädagoge und Pionier des Feuerwehrwesens in Westungarn
- Ernst Camerer (1836–1919), Rechtsanwalt und Vereinsfunktionär
- Egmont Fehleisen (1837–1889), Buchautor und Zeitungsjournalist
- Adolf Göbel (1840–1895), württembergischer Oberamtmann
- Hugo Seitz (1843–nach 1931), württembergischer Oberamtmann
- Karl von Muff (1846–1935), württembergischer Generalleutnant
- Gustav Lang (1850–1915), Bauingenieur

### 1851 bis 1900
- Gustav Groß (1852–1944), Unternehmer, Landtagsabgeordneter
- Franz Keller (1852–1938), Arzt und schwäbischer Heimatforscher
- Albert Bauder (1853–1930), Zeichenlehrer und Architekt
- Friedrich Fehleisen (1854–1924), deutsch-US-amerikanischer Chirurg, Entdecker des Erysipel-Erregers Streptococcus pyogenes
- Paul Wilhelm Keller-Reutlingen (1854–1920), Landschafts- und Genremaler
- Erwin von Rupp (1855–1916), Jurist
- Louise Matz (1857–1938), Textil- und Schmuck-Designerin
- Friedrich Hauff (1863–1935), Chemiker und Industrieller
- Ernst Theodor Haux (1863–1938), Unternehmer
- Rudolf Yelin der Ältere (1864–1940), Maler
- Gustav Hahn (1866–1962), kanadischer Maler, Wandmaler und Innenarchitekt
- Emil Roth (1867–1939), Unternehmer, Landtagsabgeordneter
- Karl Merz (1869–1950), Bildhauer, Zeichner
- Julius Sommer (1871–1943), Mathematiker
- Emil Mörsch (1872–1950), Bauingenieur
- Emil Gminder (1873–1963), Industrieller
- Karl Schlayer (auch: Carl Robert Schlayer) (1875–1937), Arzt, Hochschullehrer, Wegbereiter des Berufsbildes „Diätassistent/Diätassistentin“
- Ludwig Finckh (1876–1964), Arzt, Schriftsteller
- Ernst Ammer (1877–1963), Unternehmer und Verbandsfunktionär der Lederindustrie
- Max Pfleiderer (1877–1936), württembergischer Oberamtmann
- Laura Schradin (1878–1937), Politikerin, Landtagsabgeordnete
- Johannes Klass (1879–1936), Architekt und Baubeamter
- Gustav Mayer (1879–1967), Verwaltungsjurist
- Christian Fauser (1882–1951), geboren in Ohmenhausen, württembergischer Landtagsabgeordneter
- Wilhelm Schall (1882–1928), Politiker, württembergischer Landtagsabgeordneter, Arbeits- und Finanzminister
- Julius Wagner (1882–1952), deutsch-schweizerischer Leichtathlet
- Fritz Eisenlohr (1885–1957), Baumwollfabrikant
- Karl Pflomm (1886–1945), SS-Führer und Polizeipräsident
- Georg Eisenlohr (1887–1951), Jurist, Landrat in Münsingen
- Max Körner (1887–1963), Maler
- Erwin Seiz (1889–1951), Textilunternehmer und Politiker
- Erwin Marquardt (1890–1951), Pädagoge, Schulreformer
- Karl Dopffel (1890–1974), Jurist
- Alice Haarburger (1891–1942), Malerin
- Gottlob Schaupp (1891–1977), Architekt
- Karl Wilhelm Meissner (1891–1959), Physiker
- Rudolf Hagmann (1892–1980), Verwaltungsjurist
- Hedwig Eyrich (1893–nach 1963), NS-„Euthanasie“-Ärztin und Romanautorin
- Ferdinand Heim (1895–1971), General der Wehrmacht
- Oskar Kalbfell (1897–1979), Oberbürgermeister, württembergischer Landtags- und Bundestagsabgeordneter
- Elisabeth Daur (1899–1991), geboren in Altenburg, Gemeinderätin in Stuttgart
- Ebba Johannsen (1899–1976), Schauspielerin
- Viktor Engel (1900–1976), Jurist und Landrat
- Heinrich Fausel (1900–1967), evangelischer Theologe und Luther-Forscher
- Alfred Geisel (1900–nach 1980), Schneidermeister
- Walter Kiefner (1900–1982), Kirchenmusikdirektor

### 1901 bis 1950
- Adolf Rieth (1902–1984), Prähistoriker, Landeskonservator in Tübingen
- Erwin Fischer (1904–1996), Jurist
- Wilhelm Mayer (1905–1978), Kommunist, Widerstandskämpfer, Staatsfunktionär und Generalmajor der DDR
- Kurt Walter (1905–1992), Astrophysiker
- Karl Danzer (Unternehmer), (1906–1990), Kaufmann, Gründer der Furnierwerke und Holzwerke Karl Danzer
- Max Otto Bruker (1909–2001), Arzt
- Walter Erbe (1909–1967), Politiker, Landtagsabgeordneter und Rechtsprofessor
- Friedrich Schlotterbeck (1909–1979), Widerstandskämpfer und Autor
- Walter Vielhauer (1909–1986), Gewerkschafter, Politiker, Widerstandskämpfer
- Gertrud Lutz (1910–1944), Widerstandskämpferin
- Walter Schmid (1910–1997), Altphilologe
- Helmut Lamparter (1912–1991), evangelischer Theologe, Professor und Dichter
- Armin Stroh (1912–2002), Prähistoriker
- Gudrun Irene Widmann (1919–2011), Malerin und Zeichnerin
- Gerhard F. Hummel (1921–2008), Filmproduktionsleiter, Dramaturg und Drehbuchautor
- Lothar Schall (1924–1996), Maler
- Hans Fauser (* 1925), Fußballspieler
- Martin Hengel (1926–2009), evangelischer Theologe
- Willi Betz (1927–2015), Gründer des zeitweise größten Fuhrunternehmens Europas (Internationale Spedition Willi Betz GmbH & Co. KG)
- Friedrich Wilhelm Schnitzler (1928–2011), Politiker (CDU) und Manager (Südmilch-Chef)
- Walter Beyerlin (1929–2015), evangelischer Theologe, Alttestamentler
- Günther Schweikle (1929–2009), Germanist und Literaturwissenschaftler
- Gert Silber-Bonz (1930–2023), Unternehmer
- Roland Kayn (1933–2011), Organist und Komponist
- Angelica May (1933–2018), Cellistin und Musikpädagogin
- Ulrich Ammer (* 1934), Forstwissenschaftler
- Wolfgang Kübler (1934–2019), Kardiologe
- Hartmut Lehmann (* 1936), Historiker
- Brigitte Bausinger (* 1938), Philologin und Autorin
- Jürgen Kienle (1938–1996), Geophysiker und Hochschullehrer
- Walter Sauer (* 1939), Erziehungswissenschaftler, Herausgeber, Verleger und Sammler
- Eugen Wendler (* 1939), Hochschullehrer, Gründer des Friedrich-List-Instituts
- Horst Glück (1940–2004), Politiker (FDP/DVP), Landtagsabgeordneter
- Hans D. Bornhauser (1941–2016), Filmproduzent und Regisseur diverser Sexfilme, Schauspieler, Bauträger, Hotelkaufmann
- Günter Bader (* 1943), evangelischer Theologieprofessor
- Heinrich Betz (* 1944), Biochemiker, Mediziner und Hochschullehrer
- Ernst Messerschmid (* 1945), Physiker und Astronaut, Teilnehmer der D1-Space-Shuttle-Mission
- Jürgen Hambrecht (* 1946), Manager
- Hans-Wolfgang Hubberten (* 1947), Polarforscher
- Gerhard Hillmayr (* 1948), Künstler
- Wolfgang Nieblich (* 1948), Maler, Graphiker, Objektkünstler und Bühnenbildner
- Karl-Heinz Kalbfell (1949–2013), Automobil-Manager und Rennfahrer
- Alexander Katz (1949–2021), Jazzmusiker
- Sibylle Mulot (1950–2022), Schriftstellerin

### 1951 bis 1975
- Hans-Christian Schweiker, Cellist und Hochschullehrer
- Bernd Storz (* 1951), Schriftsteller und Hochschullehrer
- Elenor Holder (1951–2008), Regisseurin, Schauspielerin, Dozentin und Sprecherin
- Ulrich Herter (* 1952), Musikproduzent
- Wolfgang Graf von Lüttichau (* 1952), Schriftsteller
- Hans Peter Stauch (* 1952), Politiker (AfD)
- Ulrich Berls (* 1954), Fernsehjournalist
- Margarete Boos (* 1954), Psychologin
- Rudi Fischer (* 1954), Landtagsabgeordneter
- Hans Messerschmid (* 1954), Ingenieur, Hochschullehrer und Fachautor
- Martin Renner (* 1954), Politiker (AfD)
- Jean-Claude Rude (1954–1980), französischer Radsportler
- Andreas Ernst (1955–2014), Redakteur und Moderator
- Claus Kleber (* 1955), Journalist und Fernsehmoderator
- Aribert Günzler (* 1957), Komponist und Textdichter, Dirigent und Pianist
- Daniela Pfeiffer (* 1957), Politikerin
- Dietlinde Turban (* 1957), Schauspielerin
- Ulrike Toellner-Bauer (1959–2012), Johanniterkrankenschwester, Hochschullehrerin, Pflegewissenschaftlerin (Fachdisziplin: Pflegemanagement)
- Alexander Häusser (* 1960), Schriftsteller
- Thomas Hornauer (* 1960), Medienunternehmer
- Klaus H. Goetz (* 1961), Politikwissenschaftler und Hochschullehrer
- Hubert Kah (* 1961), Musiker
- Maike Braun (* 1962), Schriftstellerin
- Marc Feigenspan (* 1962), Musiker
- Michael Fischer (* 1962), römisch-katholischer Theologe und Hochschullehrer
- Rainer Gross (* 1962), Schriftsteller
- Annette Noller (* 1962), evangelische Theologin
- Georg Alfred Wittner (* 1962), Schauspieler, Musiker und Fotograf
- Rhona Fetzer (* 1963), Juristin
- Thomas Keck (* 1963), Kommunalpolitiker (SPD), Oberbürgermeister der Stadt Reutlingen seit April 2019
- Peter Ammer (* 1964), Kirchenmusiker
- Roberto Laraia (* 1964), Starfriseur
- Claus-Peter Lumpp (* 1964), Koch, mit drei Sternen im Guide Michelin ausgezeichnet
- Silke Traub (* 1964), Bildungswissenschaftlerin, Hochschullehrerin und Fachbuchautorin
- Matthias Epple (* 1966), Chemiker
- Sven Häberle (* 1966), Hörfunkmoderator und -redakteur
- Matthias Vohrer (* 1966), Basketballspieler
- Thomas Winter (* 1967), Fußballspieler
- Dominik „Dodokay“ Kuhn (* 1969), Produzent, Regisseur, Sprachkünstler, Musiker und Übersetzer
- Steffen Schraut (* 1969), Modedesigner
- Steffen Hammer, Neonazi, Rechtsrock-Musiker (Noie Werte) und Rechtsanwalt
- Michael Krumm (* 1970), Rennfahrer
- Michael Mayer (* 1970), Fußballspieler
- Diane Scherzler (* 1970), Journalistin und Archäologin
- Dirk Fetzer (* 1971), Philosoph und Autor
- Käthe Lachmann (* 1971), Komikerin und Stand-up-Entertainerin
- Silke Meyer (* 1971), Ethnologin und Hochschullehrerin
- Marc Bernhard (* 1972), Politiker der AfD, Bundestagsabgeordneter
- Sudad Ghadaban (* 1972), Songwriter, Produzent und Remixer
- Christoph Haacker (* 1972), Verleger
- Thorsten Rauser (* 1972), Multimedia-Unternehmer
- Stephan Vuckovic (* 1972), Triathlet, Silbermedaillengewinner bei den Olympischen Spielen 2000 in Sydney
- Yorck Kronenberg (* 1973), Schriftsteller und Pianist
- Jacob Klingner (1973–2020), Literaturwissenschaftler
- Georg Schomerus (* 1973), Psychiater
- Vasee (* 1973), Sänger, Produzent, Autor und Filmemacher
- Henrik Enderlein (1974–2021), Politik- und Wirtschaftswissenschaftler
- Mellow Mark (* 1974), Rap-, Reggae- und Soul-Musiker
- Christoph Bach (* 1975), Filmschauspieler
- Tobias Dürr (* 1975), Schauspieler
- Cindy Holmberg (* 1975), Politikerin (Bündnis 90/Die Grünen)
- Katharina Larissa Paech (* 1975), Musikwissenschaftlerin und Cembalistin
- Ebru Tüfenk (* 1975), Karateka

### Ab 1976
- Ulrike Maria Maier (* 1977), Opernsängerin
- Meike Kircher (* 1978), Musicaldarstellerin und Schauspielerin
- Ole Bischof (* 1979), Judoka, Goldmedaillengewinner bei den Olympischen Spielen 2008 in Peking
- Michael Göhner (* 1980), Triathlet
- Malte Borsdorf (* 1981), deutsch-österreichischer Schriftsteller
- Denis Lapaczinski (* 1981), Fußballspieler
- Manuel Hailfinger (* 1982), Politiker (CDU)
- Matthias Russ (* 1983), Radrennfahrer
- Sebastian Nerz (* 1983), Politiker (FDP, zuvor Piraten)
- Sven Budja (* 1984), Sänger von „The Baseballs“
- Dennis Geiger (* 1984), Fußballspieler
- Matthias Slunitschek (* 1985), Literaturwissenschaftler, Autor und Verleger
- Tim Kneule (* 1986), Handballspieler
- Tua (* 1986), Rapper
- Jasmin Kosubek (* ≈1987), Fernsehmoderatorin
- Tobias Feisthammel (* 1988), Fußballspieler
- Simone Holder (* 1988), Fußballspielerin
- Stephan Rein (* 1988), Degenfechter
- Julia Schäfle (* 1988), Schauspielerin
- Sven Schipplock (* 1988), Fußballspieler
- Telmo Teixeira-Rebelo (* 1988), deutsch-portugiesischer Fußballspieler
- Ivan Ćosić (* 1989), Fußballspieler
- Liza Linde (* 1989), slowenisch-deutsche Übersetzerin
- Jürgen Mössmer (* 1989), Fußballspieler
- Sven Schimmel (* 1989), Fußballspieler
- Marcel Emmerich (* 1991), Politiker (Bündnis 90/Die Grünen)
- Sandra Borowski (* 1997), Fußballspielerin
- Selin Münz (* 1997), Fußballspielerin
- Tim Nothdurft (* 1997), Handballspieler
- Johannes Schief (* 1997), Volleyballspieler
- Benjamin Goller (* 1999), Fußballspieler
- Marcel Dabo (* 2000), American-Football-Spieler
- Ilja Ruf (* 2001), Musiker

## Persönlichkeiten, die im Ort gewirkt haben

### Bis 1900
- Friedrich Theodor Vischer (1807–1887), Literaturwissenschaftler, linkshegelianischer Philosoph und Politiker, war 1848 für den Wahlkreis Reutlingen/Urach Abgeordneter des republikanisch-demokratischen Flügels in der Frankfurter Nationalversammlung
- Gustav Werner (1809–1887), evangelischer Theologe, gründete die später nach ihm benannte „Gustav-Werner-Stiftung zum Bruderhaus“, die in Reutlingen ihren Sitz hat (seit 2004 „BruderhausDiakonie“)
- Karl Friedrich Eduard Lucas (1816–1882), Gründer der Lehranstalt für Gartenbau, Obstkultur und Pomologie.
- Knud Knudsen (1832–1915), norwegischer Pomologe und Fotograf, fertigte während seiner pomologischen Weiterbildung in Reutlingen 1862 die ersten fotografischen Stadtpanoramen, teils als Stereotypien, an.
- Wilhelm Maybach (1846–1929), Automobilpionier, lebte 13 Jahre im Bruderhaus in Reutlingen und traf dort u. a. auch Gottlieb Daimler zum ersten Mal
- Wilhelm Laage (1868–1930), Kunstmaler und Holzschneider, lebte und arbeitete seit 1907 in Betzingen und von 1914 bis zu seinem Tode 1930 in Reutlingen
- Elisabeth Zundel (1874–1957), Frauenrechtlerin und Politikerin der SPD in Reutlingen
- Oskar Kalbfell (1897–1979), Oberbürgermeister von September 1946 bis November 1973
- Fritz Wandel (1898–1956), KPD-Unterbezirksvorsitzender, Gemeinderat in Reutlingen und einer der Anführer des Mössinger Generalstreiks 1933, zwischen 1945 und 1948 dritter Stellvertreter des Oberbürgermeisters und Leiter des Reutlinger Wohnungsamtes
- Werner Höll (1898–1984), Kunstmaler und Holzschneider, wirkte lange Zeit in Reutlingen

### 1901 bis 1950
- Hans Grischkat (1903–1977), Orchesterleiter, Chorleiter, Hochschullehrer, nach ihm benannt: die große „Hans-Grischkat-Bibliothek“ in der Stadtbücherei Reutlingen
- Fritz Ketz (1903–1983), Maler und Graphiker
- Eduard Leuze (1906–1973), Rechtsanwalt und Politiker (FDP/DVP), Bundestags- und Landtagsabgeordneter, von 1960 bis 1966 Wirtschaftsminister in Baden-Württemberg, war seit 1933 Rechtsanwalt in Reutlingen
- Karl Albert Pfänder (1906–1990), Holzbildhauer und Kunstdrechsler
- Friedrich Förster (1908–1999), Physiker, Begründer der modernen magnetischen und magnetinduktiven Werkstoffprüfung, Stifter des Dr. Friedrich-Förster-Preises.
- Gerd Gaiser (1908–1976), Schriftsteller, lebte und starb in Reutlingen
- HAP Grieshaber (1909–1981), bildender Künstler, Typograf und Holzschneider, lebte und arbeitete in Reutlingen und Umgebung
- Karl Guhl (1920–2008), Politiker (SPD), Erster Bürgermeister und Stellvertreter des Oberbürgermeisters von Reutlingen
- Michael Soeder alias Achim Anderer (1921–2008), Arzt und Schriftsteller, 1960–1976 ärztliche Leitung der Anstalten der Gustav-Werner-Stiftung in Reutlingen
- Andreas Möckel (1927–2019), Pädagogik-Professor; in den 1960er Jahren Leiter des Instituts für Sonderpädagogik (Fachbereich Sonderpädagogik) an der Pädagogischen Hochschule Reutlingen
- Willi Betz (1927–2015); Gründer des nach ihm benannten Speditionsunternehmens Willi Betz GmbH & Co. KG mit Hauptstandort in Reutlingen
- Friedrich Wilhelm Schnitzler (1928–2011), Politiker (CDU) und Manager (Südmilch-Chef)
- Albert Schuler (1928–2024), Kommunalpolitiker, Erster Bürgermeister und Stellvertreter des Oberbürgermeisters von Reutlingen
- Ernst Geprägs (1929–2011), CDU-Politiker und Mitglied des Kreistages im Landkreis Reutlingen
- Karl Weingärtner (1932–2019), Historiker und Politiker (SPD)
- Hubertus Halbfas (1932–2022), katholischer Theologe, von 1967 bis 1987 Professor für Katholische Theologie und Religionspädagogik an der Pädagogischen Hochschule Reutlingen
- Rainer Hahn, Kommunalpolitiker (SPD), Erster Bürgermeister und Stellvertreter des Oberbürgermeisters von Reutlingen
- Manfred Oechsle (1934–2006), Oberbürgermeister von November 1973 bis April 1995
- Jürgen Kienle (1938–1996), deutsch-US-amerikanischer Geophysiker und Hochschullehrer
- Paul Ackermann (* 1939), Politologe, ab 1972 Professor für Politikwissenschaft an der Pädagogischen Hochschule Reutlingen, dort von 1976 bis 1979 auch Rektor, außerdem von 1989 bis 2009 Bezirksbürgermeister des Reutlinger Stadtteils Gönningen
- Werner Dittmann (1941–2002), deutscher Sonderpädagoge, Psychologe und Hochschullehrer
- Erika Schmollinger (* 1941), ehemalige Tischtennis-Nationalspielerin
- Hellmut G. Haasis (1942–2024), Schriftsteller und Historiker
- Helmut Haussmann (* 1943), Politiker (FDP/DVP)
- Stefan Schultes (* 1944), Oberbürgermeister von April 1995 bis April 2003
- Ernst-Reinhard Beck (* 1945), Oberstudiendirektor und Politiker (CDU)
- Annemie Renz (1950–2003), Sozialpädagogin und Politikerin (Bündnis 90/Die Grünen)

### Ab 1951
- Bernd Storz (* 1951), Schriftsteller. 1990–2001 Geschäftsführer des Reutlinger Kunstverein-Hans Thoma-Gesellschaft
- Thomas Felder (* 1953), schwäbischer Mundart-Dichter und Liedermacher
- Rudolf Hausmann (* 1954), Diplom-Pädagoge, Gewerkschaftssekretär und Politiker (SPD)
- Wolfgang Haug (* 1955), anarchistischer Verleger und Publizist
- Thomas Reumann (* 1955), Kommunalpolitiker, Erster Bürgermeister und Stellvertreter des Oberbürgermeisters von Reutlingen
- Peter Stellwag (* 1956), Tischtennisspieler beim SSV Reutlingen, u. a. deutscher Meister im Einzel (1977, 1980, 1981), Vize-Europameister im Doppel 1978
- Riedel Diegel (* 1957 in der bei seiner Geburt selbständigen Gemeinde Gönningen, heute Stadtteil von Reutlingen), Mundharmonikaspieler, u. a. bei der „Schwobarock“-Band Schwoißfuaß. Beim World Harmonica Festival in Trossingen erspielte er sich 1989 den Titel „Weltmeister an der Bluesmundharmonika“.[1] (Link nicht mehr vorhanden ! )
- Barbara Bosch (* 1958), Oberbürgermeisterin von April 2003 bis April 2019
- Ulrike Hotz (* 1958), Kommunalpolitikerin, Erste Bürgermeisterin und Stellvertreterin des Oberbürgermeisters von Reutlingen
- Beate Müller-Gemmeke (* 1960), Politikerin (MdB, Bündnis 90/Die Grünen)
- Robert Hahn (* 1962), Kommunalpolitiker (CDU), Erster Bürgermeister und Stellvertreter des Oberbürgermeisters von Reutlingen
- Jochen Weeber (* 1971), Schriftsteller
- Nils Schmid (* 1973), Politiker (SPD), seit 2009 Vorsitzender des SPD-Landesverbands Baden-Württemberg, von 2011 bis 2016 stellvertretender Ministerpräsident, Finanz- und Wirtschaftsminister Baden-Württembergs
- Jessica Tatti (* 1981), Politikerin (Die Linke), von 2014 bis 2017 Stadträtin in Reutlingen, seit 2017 MdB
- Kaas (* 1982), Rapper

## Ehrenbürger
Übersicht über Personen, denen von der Stadt die Ehrenbürgerwürde verliehen wurde (aufgelistet nach dem Zeitpunkt der Verleihung; ausgenommen sind Verleihungen im Dritten Reich).
| - 1832: von Jäger, Finanzkammerdirektor von Reutlingen - 1854: Jetter, Oberpräzeptor - 1881: Ferdinand von Steinbeis, Präsident der Zentralstelle für Gewerbe und Handel in Stuttgart - 1884: Gustav Werner, evangelischer Theologe und Gründer der nach ihm benannten Stiftung - 1892: Carl Julius von Benz, Oberbürgermeister - 1896: Karl von Luz, Präsident der Kreisregierung Reutlingen - 1903: Karl von Bellino, Präsident der Regierung des Schwarzwaldkreises in Reutlingen - 1912: Friedrich von Payer, Kammerpräsident und Geheimrat - 1929: Gustav Groß, Fabrikant - 1929: Johannes Eisenlohr, Gemeinderat, Feuerwehrkommandant - 1929: Emil Hepp, Oberbürgermeister | - 1946: Otto Johannsen, Direktor des Technikums für Textilindustrie Reutlingen - 1949: Herbert Clark Hoover, Präsident der Vereinigten Staaten von Amerika 1929–1933 - 1952: Christian Knapp, Schulrat a. D. - 1953: Emil Gminder, Geschäftsführer - 1954: Ernst Ziegler, Kunstsammler - 1973: Oskar Kalbfell, Oberbürgermeister - 1976: Paul Pillet, Bürgermeister der Partnerstadt Roanne/Loire - 1985: Karl Danzer, Firmengründer (Danzer (Unternehmen)) - 1999: Manfred Oechsle, Oberbürgermeister Ehrenbürger der ehemaligen Gemeinde Ohmenhausen: - 1886: Christian Gottlob Erhard Bunz, Pfarrer |